# Брезовк
Брезовк (словен. Brezovk, итал. Bresovicco) је насељено место у општини Брда, Горишка регија, Словенија.

## Историја
До територијалне реорганизације у Словенији био је у саставу старе општине Нова Горица.

## Становништво
У попису становништва из 2011. године, Брезовк је имао 6 становника.
| Број становника према пописима | Број становника према пописима | Број становника према пописима |
| ------------------------------ | ------------------------------ | ------------------------------ |
| 1991                           | 2002                           | 2011                           |
| 13                             | 8                              | 6                              |

Напомена: Године 1953. повећано за насеље Подпозник, које је укинуто.